# 江明學
江明學（1961年8月7日—2019年6月18日），台灣台南市人。國立成功大學工業設計學系畢業。歌手、主持人、詞曲創作者。有「翻唱王子」之稱。1989年翻唱陳淑樺的〈秋意上心頭〉大賣。中年後因演藝事業不順，以街頭藝人、餐廳打工、網路直播等工作為生。57歲在新北市深坑區租賃處自縊身亡。

## 生平

### 早年生涯
江明學出生於1961年8月7日。因家中有六個小孩，為了減輕經濟負擔，五、六歲時父母曾將他送養，但母親三天後就因為捨不得而把他接回家。
江明學從小跟著大哥聽國語流行音樂，最欣賞劉家昌的歌曲。為鳳飛飛的歌迷，國民中學二年級時與二姊追星，在就讀台南第一高級中學時會定期收看鳳飛飛主持的中視綜藝節目《你愛周末》。學生時期的零用錢絕大部份都花在買國語流行音樂歌曲原版錄音帶，如張琪、謝雷、甄妮、劉文正、包美聖等。

### 民歌創作
1979年，就讀臺南第一高級中學二年級時的江明學以李商隱的詩譜出他創作的第一首歌〈惘然〉（另名〈錦瑟〉），投稿到海山唱片；後來張琍敏和潘安邦都演唱過，收錄在兩人分別於1980年出版的專輯《跳跳迪斯可》、《聚散兩依依》中，還被編入了救國團歌本。江明學在海山唱片發表的創作歌曲還包括銀霞的〈歸情〉。他也曾參加過三次金韻獎，但都在初賽時就被刷下來。
就讀國立成功大學時，江明學開始在民歌餐廳駐唱。在大學四年級即將畢業前，1984年3月29日在高雄市文化中心舉行的大學城全國大專創作歌謠大賽決賽，江明學創作的歌〈如果真有來生〉獲得最佳作詞獎，成功大學校園亦傳唱他這首歌曲。〈如果真有來生〉被收錄在新格唱片發行的《全國大專創作歌謠比賽優勝紀念專輯》（副標題為「金韻獎創新系列2」）中，是A面的第一首歌，由江明學親自演唱。據江明學所知，新格唱片本來找過至少兩個人唱這首歌，最後才輪到他唱；錄音只花了四十分鐘，製作人葉佳修笑稱是因為他「再唱也是這樣」。
從成功大學工業設計系畢業。退伍後，在基隆市的專科學校擔任助教，應邀加入葉佳修的工作室，同時也在木船西餐廳駐唱。葉佳修希望培養江明學成為詞曲創作人，但江明學懷有歌手夢。這段期間江明學為江玲、林靈及楊峻榮寫歌。江明學創作的歌曲〈這一天總會再回來〉也曾被劉德華的專輯採用。

### 唱片歌手
江明學於1988年加入麥琦唱片推出個人第一張專輯《零點十分》，同期歌手有張清芳、吳宗憲、黃安等。但《零點十分》發行一個月後，麥琦唱片結束營業。由於首次出輯並不成功，江明學開始接工地秀、在廟會演唱台語歌，同時仍持續接觸各唱片公司尋求再次發片的機會。在多次被拒絕後，江明學自己寫了翻唱專輯《秋意上心頭》的企劃案，終於獲得愛樂族創意組合的青睞得以製作，由騰祥唱片發行。《秋意上心頭》於1989年秋推出，在不被看好的情況下，創下25萬張銷售紀錄。
江明學並不諱言出道以來多半是翻唱他人的歌曲，如1983年陳淑樺唱的〈秋意上心頭〉就被他唱紅，有「翻唱王子」之稱。受到偶像鳳飛飛的中性路線的啟發，江明學在翻唱專輯中陸續挑戰陳淑樺、黃鶯鶯、鄧麗君等歌后的名曲。之後《愛的淚珠》等幾張專輯受歡迎，他更堅定了自己翻唱老歌的路線最為討好。1990年他首度推出創作專輯《歌》，次年推出第3張老歌專輯《相思何盼》。在翻唱專輯中，江明學也加入了自己的創意，比如將老歌〈相思河畔〉重新填詞、改編成新曲〈相思何盼〉。
在星馬，江明學則是以《秋意上心頭》專輯中翻唱的〈萍聚〉一曲走紅。應馬來西亞方的要求，以〈萍聚〉為發想創作了〈歌〉(馬來西亞版改名為〈親愛的朋友〉) 。
新人時期的江明學，因在傳播媒體上曝光的機會太有限，綜藝節目製作單位要求他必須別出心裁才能上節目，因此他多以模仿異性歌星作表演。他加盟愛樂族創意組合期間，曾參加台視單元綜藝節目《綜藝1031》的通告，但直到攝影棚「收棚」時都沒錄到他，使他當場淚灑後台。
在YouTube〈萍聚〉影片下方，江明學的帳號曾在2017年左右留言控訴，當年他在馬來西亞宣傳時遭遇剝削，又發生有黑函在馬來西亞散布指稱他在台灣冒稱是〈萍聚〉作者、導致自稱是原作者的馬來西亞僑生自殺，他無力澄清，因而放棄了在馬來西亞的事業；在另一個YouTube影片頁面下方，江明學的帳號指稱，背後都是南方唱片機構謝姓主管所為。2019年6月，馬來西亞《光明日報》記者求證當時在南方唱片機構負責江明學唱片宣傳的資深音樂人謝木，謝木表示自己「一頭霧水」完全不知情。
1992年，江明學在超音波唱片同時推出兩張翻唱專輯《江明學的心情盒子I》、《江明學的心情盒子II》。在專輯中收錄有兩首台語歌〈攏是為著你啦〉及〈雙人枕頭〉，使歌林唱片注意到江明學。1994年，江明學在歌林唱片推出台語流行音樂專輯《心事放乎伊飛》，試圖轉型成台語歌手，目標是走介於林強與洪榮宏之間的路線。之後他也嘗試過創作台語歌，發表在乾坤影視出版的台語歌曲合輯中。

### 主持生涯
隨著唱片業不景氣，推出專輯銷售不如預期，江明學轉往主持界。
1994年江明學與白冰冰共同主持飛梭綜藝台歌唱比賽節目《巨登之星金曲擂台大賽》。在1996年報導時他名下有三棟房子，不論是餐廳秀、工地秀、廟會、選舉秀等，他都不拒絕邀約。1998年時他已有兩年未發片，主持綠色和平電台廣播節目《少年台灣》、中央廣播電台廣播節目《SUPERSTAR響叮噹》。
2000年江明學又與文英主持八大綜藝台美食節目《美食大國民》，後主持綠色和平電台廣播節目《正義先鋒》。最後，因是非離開主持圈。

### 街頭走唱
2003年，江明學砸下半生積蓄買回自己四張專輯母帶版權，在臺北市成立「大明風工作室」發行自己的專輯。2004年8月，大明風工作室發行一套四張CD的精選輯《半生舊愛自選輯》，四張CD分別收錄《秋意上心頭》、《歌》、《愛的淚珠》、《月亮代表我的心》四張專輯，僅限江明學街頭表演時販售；卻遇到MP3流行等因素，嚴重滯銷，慘賠新台幣五百萬元。2004年，江明學成為臺灣首個考取街頭藝人證照的專業藝人；次年9月，他在臺北縣淡水鎮（今新北市淡水區）走唱時遭人襲擊，顴骨碎裂，引發恐慌症。之後他將表演場地轉往台北市信義區信義商圈，在八大電視台共事過的友人賈永婕曾為他站台。 。
2009年，累積了五年街頭藝人經歷後，江明學在豐華唱片發表了專輯《時光音樂盒之被遺忘的時光》。2010年，大明風工作室解散。因合約問題一度暫停街頭演唱，2012年江明學又考取了新北市街頭藝人證照。江明學曾擁有台北市、台南市、新北市的街頭藝人證照。但後來他以要照顧年邁母親為由，結束街頭表演生活。

### 最後時光
江明學父母雙亡、其他親人都住在台南，獨自於新北市深坑區租屋居住，平日獨來獨往，鄰居從未看過其他伴侶。鄰人表示，他待人和善沒架子，之前深坑老街若有活動，也會出席表演。
2018年初，江明學曾在台北市延吉街燒肉店打工，1週工作3天，月薪僅新台幣1.5萬元，但他強調經濟沒問題；後稱由於太多歌迷到燒肉店看他，為了不影響燒肉店生意，只好辭掉工作。

#### 自摔事件
同年7月11日，他上白冰冰節目通告途中，騎腳踏車行經新北市深坑區平埔橋自摔，造成鼻樑骨斷裂、右手無名指骨折、顱內出血。他一度向新北市政府警察局警員宣稱是被人追撞，但經警方調閱監視器之後才証實，他是為了躲避一隻烏秋鳥，手提袋捲進腳踏車輪而自摔。他向警方道歉，稱自己驚嚇過度才會產生幻覺。在手術房內，護理師播放江明學當年走紅歌曲，使他感嘆同班同學現在不是國立大學學院院長、上市科技公司執行長、就是知名設計公司董事長等；而他自己一生三分之二時間都投入華語流行音樂創作及演唱，當年風光早已變成過往雲煙，還不時要被陌生酸民冠上「過氣歌手」稱號，在手術台流下眼淚。

#### 持毒事件
同年9月25日，江明學凌晨獨自駕車行經台北市市民大道，遇臺北市政府警察局警員臨檢時被查獲持有重量約2公克的安非他命；臺北地檢署檢察官原先諭令新台幣3萬元交保，但他繳不出保釋金，最後檢察官改限制住居請回。下午江明學步出地檢署門口接受媒體採訪時，明白表示對媒體不滿已久，「如果明天、後天我跳樓了、我上吊了，就是媒體逼死江明學！」在訪問中江明學也主動向媒體記者提起十五天前藝人江俊翰涉毒被捕事件，質疑媒體為何能即時獲知涉毒者具有藝人身分。當天多家新聞媒體報導持毒事件時，以「江明學吸毒吸到狂跳針」、「2至3天吸一次」等語句作為標題。 江明學臨檢時的影像在當天中午就透過媒體放上網路。
2019年2月，因江明學的尿液中無毒品反應，不能証實其有吸毒，檢察官依《毒品危害防制條例》「持有毒品罪」處分緩起訴1年，並須服義務勞務60小時。江明學接受媒體訪問時澄清：「沒有兩天吸一次，是兩、三天前吸最後一次。」

#### 最後發聲
江明學在爆發持有毒品事件後失去商演機會，於是年末轉戰直播平台浪Live，頭一個月收入不到新臺幣一萬元。
2018年12月江明學生前最後一次接受《台灣蘋果日報》專訪時，透露他有一個很大的遺憾是沒能錄製黃國倫主持的年代MUCH台節目《金曲傳奇-無與倫比同樂會》，認為這個節目音樂性很好。他曾傳訊息給製作人表示「我是老民歌手江明學，我很希望可以上節目」，還附上演出影片，無奈石沉大海。對此，製作單位表示，的確曾收到江明學的資料，但是因當時沒有適合的主題，所以沒有發他通告。他曾隨筆寫下詩作《隨寫 身不由己的 如紙薄命》，感嘆世事大都不盡如人意。
2019年3月，江明學在臉書透露自己有服用安眠藥助眠的習慣，也透過服藥治療憂鬱症及躁鬱症，並控訴媒體記者對他持有毒品事件的描寫過於誇大不符合事實。根據5月21日的媒體報導，他曾在臉書發文支持同性婚姻。該年6月5日，他最後一篇臉書公開貼文中抱怨，在Line、微信、Facebook Messenger寫了一堆話後，厭惡被對方只回了一個「嗯」字。

## 逝世與悼念
2019年6月8日，江明學因欠繳房租多日，欲催繳房租的房東找不到江明學，房東在6月18日會同警方、消防隊前往江明學的租屋處破門，才發現江明學已經尋短身亡，研判已經死亡3、4日以上，由江明學的姊姊到場認屍。江明學逝世後，家屬決定喪禮從簡，不舉辦告別式或者追思會。
於2019年6月29日舉辦的第30屆金曲獎流行音樂類頒獎典禮上，透過影片追憶多名逝世藝人，其中包括江明學。

## 個人生活
江明學終生未婚。
1988年發行第一張專輯時，曾有報導稱江明學放棄助教一職而步入歌壇，其中有原因是追求女友失敗而想再培養自己。後來轉從事主持工作，有報導稱江明學因夜晚須主持廣播節目，與身為小兒科醫師的女友約會時間少，在1999年初分手。2006年接受《蘋果日報》訪問關於性取向問題，選擇不回答，表示：「當初蔡康永是被李敖問才出櫃，好歹要陳文茜來問我，我才會考慮要回答是或不是。」2009年時，曾有人目擊江明學在臺北市吳興街住處與一位年輕男性出雙入對，被記者採訪時，他回答該男性是兩年前在街頭表演時認識的攝影師；當被問及是否為男同性戀，他曖昧說「你在逼我出櫃嗎？這個問題我保留，這是人權問題」，自稱是「無性人」，只定義對方是心靈伴侶。

## 評價
- 張菲：「內向、含蓄，歌聲很棒。」「我曾在淡水街頭聽過江明學唱歌，他的歌聲依然很棒，而且他自食其力，很值得讚許。」[54]
- 向娃：「他很有才華，早期自己寫歌、自彈自唱的藝人不多，他的條件很好，很可惜！」[55]
- 曾國城：「江明學是個冷面笑匠，主持的風格較為獨特。」[56]

## 音樂作品

### 個人音樂專輯
| 年份       | 唱片公司       | 專輯名稱                 | 曲目 |
| ---------- | -------------- | ------------------------ | --- |
| 1988年9月  | 麥琦唱片       | 零點10分                 | 曲目 1. 零點10分 2. 月台 3. 惘然 4. 我剩下的寂寞剛剛好 5. 夏天的眼淚 6. 放羊的孩子 7. 真誠的擁抱何須雙手 8. Kiss台北 9. 庸庸碌碌的世界 10. 寂寞的角色 11. 讓一切錯過重新連在一起 12. 如果真有來生                                           |
| 1989年10月 | 騰祥唱片       | 秋意上心頭               | 曲目 1. 秋意上心頭 2. 給你呆呆 3. 流水年華 4. 下雨城市 5. 相思 6. 最後一次攜手 7. 堆積 8. 北風 9. 倘若 10. 萍聚 |
| 1990年3月  | 愛樂族創意組合 | 愛的淚珠                 | 曲目 1. 愛的淚珠 2. 假裝我們還相戀 3. 悸動 4. 風鈴 5. 人生如夢 6. 這些日子以來(和伍修平對唱) 7. 不再孤寂 8. 木棉道 9. 張三的歌 10. 今夕是何夕 11. 錦瑟(惘然) 12. 我深愛過                                                                   |
| 1990年10月 | 愛樂族創意組合 | 歌                       | 曲目 1. 歌 2. 給安妮的一封信 3. 想一次你 換一次疼 4. 你總是那麽地那麽 5. 我剩下的寂寞剛剛好 6. 換個心情 7. 如果真的可以 8. 你是我的唯一 9. 我還有心 我還有愛 10. 那年夏季                                                                   |
| 1991年2月  | 愛樂族創意組合 | 相思何盼                 | 曲目 1. 相思何盼 2. 喝采 3. 輕啟我的心靈 4. 溫馨的回憶 5. 自己的天空 6. 月亮代表我的心 7. 牽引 8. 意難忘 9. 心影 10. 神秘女郎 |
| 1992年     | 超音波唱片     | 江明學的心情盒子I        | 曲目 1. 情已逝 2. 等你在雨過天晴那一天 3. 愛上你是我一生的錯 4. 初戀 5. 堆積情感 6. 最後的戀人 7. 攏是為著你啦(台語) 8. 想你會想我嗎 9. 怨蒼天變了心 10. 我只在乎你 11. 加州陽光 12. 夢裡也纏綿                                             |
| 1992年     | 超音波唱片     | 江明學的心情盒子II       | 曲目 1. 好久沒有淋雨 2. 你看你看月亮的臉 3. 想要你也難不想你也難 4. 舊緣難了 5. 是不是這樣的夜晚 你才會這樣的想起我 6. 紅蜻蜓 7. 三個人的晚餐 8. 我是如此愛你 9. 想哭就哭 10. My dear my friend 11. 愛情不在的日子 12. 雙人枕頭(台語)       |
| 1994年3月  | 歌林唱片       | 心事放乎伊飛             | 曲目 1. 心事放乎伊飛 2. 感情路 3. 連續劇 4. 永遠醉置你身邊 5. 永遠關心 6. 出去飛 7. 這麼多年的感情 8. 什麼時 9. 看你卡有意義 10. 港都夜雨 11. 車站 12. 心事放乎伊飛(卡拉)                                                                   |
| 1994年6月  | 歌林唱片       | 離別紀念冊               | 曲目 1. 話別離(口白) 2. 親愛的朋友(原名:歌) 3. 就要揮別 4. 想你的時候 5. 揮別 6. 閃亮的日子 7. 牽掛 8. 惜別+也許 9. 就這樣約定 10. 道別 11. 何年何月再相逢 12. 不要告別 13. 歡喜再相聚 14. 惜別(音樂)                                       |
| 1996年     | 光美文化       | 情歌風情畫               | 曲目 1. 雨 2. 雨中的故事 3. 傘與散(口白) 4. 找一個下雨天 5. 台北雨 6. 漏雨(口白) 7. 雨！那會落袜停 8. 大雨的夜裡 9. 新雨夜花 10. 不再躲雨(口白) 11. 今夜又擱塊落雨 12. 淚的小雨 13. 無情雨有情人(口白) 14. 雨的旋律 15. 心雨 16. 第二道彩虹 |
| 2009年     | 豐華唱片       | 時光音樂盒之被遺忘的時光 | 曲目 1. 被遺忘的時光 2. 深秋 3. 巧合 4. 抉擇 5. 嚮往 6. 秋意上心頭 7. 愛的淚珠 8. 木棉道 9. 下雨城市 10. 堆積 11. 給你呆呆 12. 我深愛過 |

### 合輯收錄歌曲
- 〈如果真有來生〉（《全國大專創作歌謠比賽優勝紀念專輯──金韻獎創新系列2》，1984年，新格唱片）（作詞作曲）
- 〈褪色的重逢〉（《金韻獎創新系列──第五屆金韻獎大賽、全國大專創作歌謠比賽優勝歌手》，1985年，新格唱片）（作詞作曲）
- 〈我剩下的寂寞剛剛好〉（《城市民歌－赤子情懷》，1987年，齊飛唱片）（作詞作曲）
- 〈永遠以後的永遠〉（《城市民歌－赤子情懷》，1987年，齊飛唱片）（周治平作詞作曲）
- 〈放你去飛〉（《感情大樓》，1999年，乾坤影視）（作詞作曲）
- 〈離開你了後〉（《感情大樓》，1999年，乾坤影視）（作詞作曲）

### 由其他歌手演唱的創作歌曲
- 〈惘然〉（張琍敏《跳跳迪斯可》，1980年9月，海山唱片；潘安邦《聚散兩依依》，1980年10月，海山唱片）（作曲）
- 〈開創〉（劉嘉玲《風中樹》，1980年6月，海山唱片）
- 〈當月亮上山崗〉（劉嘉玲《風中樹》，1980年6月，海山唱片）
- 〈歸情〉（銀霞《雲知道你是誰》，1981年1月，海山唱片；陳淑樺《又見春天》，1981年，海山唱片）（作曲）
- 〈心會〉（銀霞《愛迷惑我》，1983年3月，海山唱片）（作曲）
- 〈下雨天真好〉（江玲《將你 ! 放在心底》，1986年12月，海麗唱片）
- 〈寂寞的時候〉（楊峻榮《寂寞的時候》，1986年12月，鄉城唱片）
- 〈這一天總會再回來〉（劉德華《愛的連線》，1989年10月，可登唱片）（作曲；江明學寫的原版詞曲〈倘若〉收錄在《秋意上心頭》專輯中）

## 外部連結
- 江明學臉書 （页面存档备份，存于）
- 江明學的新浪微博